# 三次マキ
三次 マキ（みよし マキ、3月31日 - ）は、日本の漫画家。女性。北海道河東郡音更町出身。血液型はO型。デビュー作は『オオカミ少女少年』。代表作は『PとJK』。

## 略歴
- 京都橘女子大学中退[2]。
- 2008年 - 第35回BF新人まんが賞を受賞[3]。受賞作である『オオカミ少女少年』でデビュー[1]。
- 2017年 - 『PとJK』は3月25日に実写映画が公開され[4][5][6][7]、同年に第41回講談社漫画賞少女部門を受賞した[8]。

## 作品リスト
全て講談社コミックス別冊フレンドから刊行されている。
- 完璧☆彼氏彼女（2011年 - 2012年、全3巻）
  1. 2011年6月13日発売[9]、『別冊フレンド』2011年2月号[10] - 4月号[11]、ISBN 978-4-06-341748-7
  2. 2011年10月13日発売[12]、『別冊フレンド』2011年8月号[13] - 10月号[14]、ISBN 978-4-06-341766-1
  3. 2012年5月11日発売[15]、『別冊フレンド』2012年2月号 - 4月号、ISBN 978-4-06-341799-9
- PとJK（2012年 - 2020年、全16巻）
- LOVEとJK 三次マキ初期作品集[16]（2017年9月13日発売[17]、ISBN 978-4-06-392132-8）
  - おバカな恋の物語（『別冊フレンド』増刊『別フレ2009』5月号）
  - はつこい（『別冊フレンド』増刊『別フレ2011』1月号）
  - その温もりに用がある（『別冊フレンド』増刊『別フレ2010』9月号）
  - アカルイミライ（『別冊フレンド』増刊『別フレ2009』3月号）
- 夜の下で待ち合わせ[18]（2021年 - 2022年、全3巻）
  1. 2021年7月13日発売[19][20]、『別冊フレンド』2021年3月号[21] - 6月号、ISBN 978-4-06-523900-1
  2. 2021年12月13日発売[22]、『別冊フレンド』2021年8月号 - 11月号、ISBN 978-4-06-526142-2
  3. 2022年6月13日発売[23]、『別冊フレンド』2022年1月号 - 3月号、5月号、ISBN 978-4-06-527814-7
    - 田中千尋という少年（描きおろし）

### アンソロジー
- 禁断の恋人（2009年6月12日発売[24]、ISBN 978-4-06-341626-8）
  - アカルイミライ（『別冊フレンド』増刊『別フレ2009』3月号）
- それでも忘れられない恋（2009年11月13日発売[25]、ISBN 978-4-06-341654-1）
  - 夏色ドロップ（『別冊フレンド』2009年6月号）
- 恋する放課後（2010年3月12日発売[26]、ISBN 978-4-06-341675-6）
  - おバカな恋の物語（『別冊フレンド』増刊『別フレ2009』5月号）
- 愛される彼女 愛されない彼女（2010年5月13日発売[27]、ISBN 978-4-06-341685-5）
  - お代は見てのおかえりで。（『別冊フレンド』増刊『別フレ2009』7月号）
- ヒミツの発情期（2010年6月11日発売[28]、ISBN 978-4-06-341693-0）
  - 片恋スパイラル〜葛西百合の話〜（『別冊フレンド』増刊『別フレ2010』）
- ネコ系男子×イヌ系男子(2)（2010年11月12日発売[29]、ISBN 978-4-06-341717-3）
  - 片恋スパイラル（『別冊フレンド』増刊『別フレ2010』）
- スキ、キライ…でも好き。（2011年1月13日発売[30]、ISBN 978-4-06-341729-6）
  - やさしくって、すごくバカ（『別冊フレンド』2010年10月号別冊ふろく『BETSUFURE BEST LOVE COLLECTION』）
- 泣きたい夜の感動愛（2011年2月10日発売[31]、ISBN 978-4-06-341732-6）
  - はつこい（『別冊フレンド』増刊『別フレ2011』1月号）
- 君とキュン恋、しよう。（2012年4月13日発売[32]、ISBN 978-4-06-341797-5）
  - 完璧☆彼氏彼女
- ないしょのキスに恋してる。（2013年2月13日発売[33]、ISBN 978-4-06-341846-0）
  - White
- ヤンチャ男子に恋してる。（2013年7月12日発売[34]、ISBN 978-4-06-341869-9）
  - オオカミ少女少年（『別冊フレンド』増刊『別フレ2009』1月号、デビュー作）
- SとJK（2014年4月11日発売[35]、ISBN 978-4-06-341916-0）
  - PとJK外伝 このごろはやりの[36]（『別冊フレンド』2014年1月号ふろく『別フレNEXT PとJK BOOK』）
- TとJK（2016年6月13日発売[37]、ISBN 978-4-06-392042-0）
  - PとJK 〜3つの贈り物〜[注 1]（『別冊フレンド』2013年5月号）

### 単行本未収録作品
- おうちに帰ろう（『別冊フレンド』増刊『別フレ2009』11月号）
- 三次マキのNEXT DAY[38]（『別冊フレンド』2013年4月号ふろく『別フレNEXT spring』）